# Rio Brăiţa
O Rio Brăiţa é um rio da Romênia afluente do Rio Pârâul Crucii, localizado no distrito de Hunedoara.